# Francesco (miniserie televisiva 2014)
Francesco è una miniserie televisiva italiana del 2014 diretta da Liliana Cavani che narra la vita di Francesco d'Assisi.

## Trama

### Prima parte
Metà del 1200. Chiara d'Assisi è una donna ormai anziana, che ha fondato un ordine nella città dov'è morto Giovanni di Pietro Bernardone, meglio noto ai pellegrini cristiani come Francesco. Il ricco Ugolino, protettore e finanziatore dell'ordine francescano istituito in vita da Francesco, vuole che l'amministrazione dell'ordine monastico creato anche da Chiara venga affidato a lui, e che la suora venga curata, dato che la sua salute cagionevole non può sopportare le privazioni che si è imposta, vivendo in estrema povertà, assieme alle sue sorelle, come faceva Francesco con i suoi confratelli.
Giunge da Roma, ad Assisi, un'ambasceria del papa, che vorrebbe avere chiarimenti circa la condotta di Chiara, che, non venendo creduta, decide di raccontare la storia di Francesco.
Verso gli inizi del 1200, Assisi è in lotta con Perugia, e durante uno dei tanti scontri armati, il combattente Francesco, ricco figlio di un mercante, viene catturato e imprigionato. Il padre paga il riscatto, e spera che il figlio diventi cavaliere, seguendo l'esercito papale alle Crociate, ma Francesco si rifiuta. Infatti ha assistito al maltrattamento di un lebbroso da parte di un sacerdote, e successivamente, dopo aver lasciato i suoi averi allo schiavo che lo accompagnava nella spedizione, si è rifugiato in una chiesetta abbandonata vicino ad Assisi. Lì il crocifisso gli ordina di ricostruire la chiesa, e così Francesco obbedisce, convertendosi definitivamente. Il padre è furioso, e minaccia di diseredare Francesco, che, dopo esser stato denunciato dallo stesso padre per aver donato le stoffe di famiglia ai poveri, si denuda dinanzi al vescovo di Assisi nella piazza pubblica, suscitando lo stupore generale, mentre il ragazzo vota la sua vita alla castità e alla povertà, difendendo i deboli e gli oppressi. Anche la giovane Chiara, da tempo amica di famiglia dei Bernardone, decide di lasciare il suo destino di ricca rampolla di famiglia, votandosi alla povertà, assumendo i voti di monaca. Anche alcuni amici di Francesco vogliono seguirlo nella sua missione, e così incominciano riparando la chiesetta di San Damiano, decidendo di abitarci. Presto la fama di Francesco si sparge, sebbene un suo amico, Ugolino, promesso avvocato, tenta di dissuadere, senza riuscirci, l'operato di Francesco. Pellegrini dai maggiori stati d'Europa giungono ad Assisi per venerare il giovane Francesco, che ha deciso di sfidare la chiesa, decidendo di accettare la traduzione in volgare del Vangelo della Bibbia, e di seguire alla regola i precetti di Cristo; tuttavia Francesco si rifiuta di essere venerato come un idolo.

### Seconda parte
Ormai attorniato da una fitta schiera di veneranti, Francesco spiega le sue idee di povertà e uguaglianza ai suoi pellegrini, che vengono chiamati "francescani", mentre a Roma il papa Onorio III viene informato del nuovo ordine monastico, che gli viene presentato come una setta piena di idee eretiche e blasfeme. Il papa convoca Francesco a Roma, che gli comunica il suo amore per i poveri e i bisognosi, e la sua convinzione di dover seguire senza modifiche gli insegnamenti di Gesù, affinché lo spirito possa essere accolto da Dio dopo la morte. Il papa viene talmente colpito dalla forza d'animo che approva il nuovo ordine monastico. Con la benedizione papale, Francesco parte per l'Egitto insieme ad Illuminato, dove incontra il sultano al-Malik al-Kamil, con cui ha un dialogo religioso riguardo all'unione spirituale tra cristiani a musulmani. Il sultano si dimostra dubbioso, sebbene Francesco condanni, da cristiano, l'abominio delle Crociate, e tenti addirittura di dissuadere i soldati del papa a combattere e ad assassinare i propri nemici.
Ammalatosi agli occhi, Francesco torna ad Assisi, dove incomincia ad avere delle visioni di Dio senza fine, ragion per cui il suo animo si turba sempre più, mentre inizia a dubitare sul proprio operato. Francesco desidera seguire ancora più radicalmente l'operato di Cristo, imponendo sul proprio fisico e su quello degli altri l'amore eterno per la povertà, mentre si accinge a scrivere una legge che contraddistingua il suo ordine monastico da quello degli altri. La regola che Francesco scrive però, secondo l'amministratore Ugolino, è troppo severa da seguire, e quindi la modifica di nascosto. Intanto Francesco si ritira in una grotta (sul Monte della Verna), dove ha visioni continue dove gli compaiono le stigmate. Ammalato e debole più che mai, Francesco riceve l'eredità paterna, ma non sa che farsene, e torna nel suo convento di San Damiano, ormai cieco, assistito dai suoi confratelli e da Chiara, che non abbandona mai, fino alla morte.

## Produzione
La miniserie è la terza trasposizione sulla vita di san Francesco d'Assisi realizzata dalla regista Liliana Cavani, dopo il film TV Francesco d'Assisi del 1966 con Lou Castel e la pellicola cinematografica Francesco del 1989 con Mickey Rourke. Paco Reconti, Diego Ribon e Fabio Bussotti che interpretavano Rufino, Bernardo e Leone nella pellicola del 1989, qui interpretano tre ruoli differenti.